# BICD2
BICD2‏ (BICD cargo adaptor 2) هوَ بروتين يُشَفر بواسطة جين BICD2 في الإنسان.